# Jeffers Gardens
Jeffers Gardens es un lugar designado por el censo ubicado en el condado de Clatsop en el estado estadounidense de Oregón. En el año 2010 tenía una población de 337 habitantes.

## Geografía
Jeffers Gardens se encuentra ubicado en las coordenadas 46°9′0″N 123°51′28″O / 46.15000, -123.85778.